# Naliściak nakrzewiak
Naliściak nakrzewiak (Phyllobius (Pterygorrhynchus) maculicornis) – gatunek chrząszcza z rodziny ryjkowcowatych i podrodziny Entiminae. Występuje od Hiszpanii po Syberię.

## Taksonomia
Gatunek ten został opisany po raz pierwszy w 1824 roku przez Ernsta Friedricha Germara. Wyróżnia się w jego obrębie dwa podgatunki:
- Phyllobius (Pterygorrhynchus) maculicornis lucanus Solari & Solari, 1903
- Phyllobius (Pterygorrhynchus) maculicornis maculicornis Germar, 1824

## Wygląd

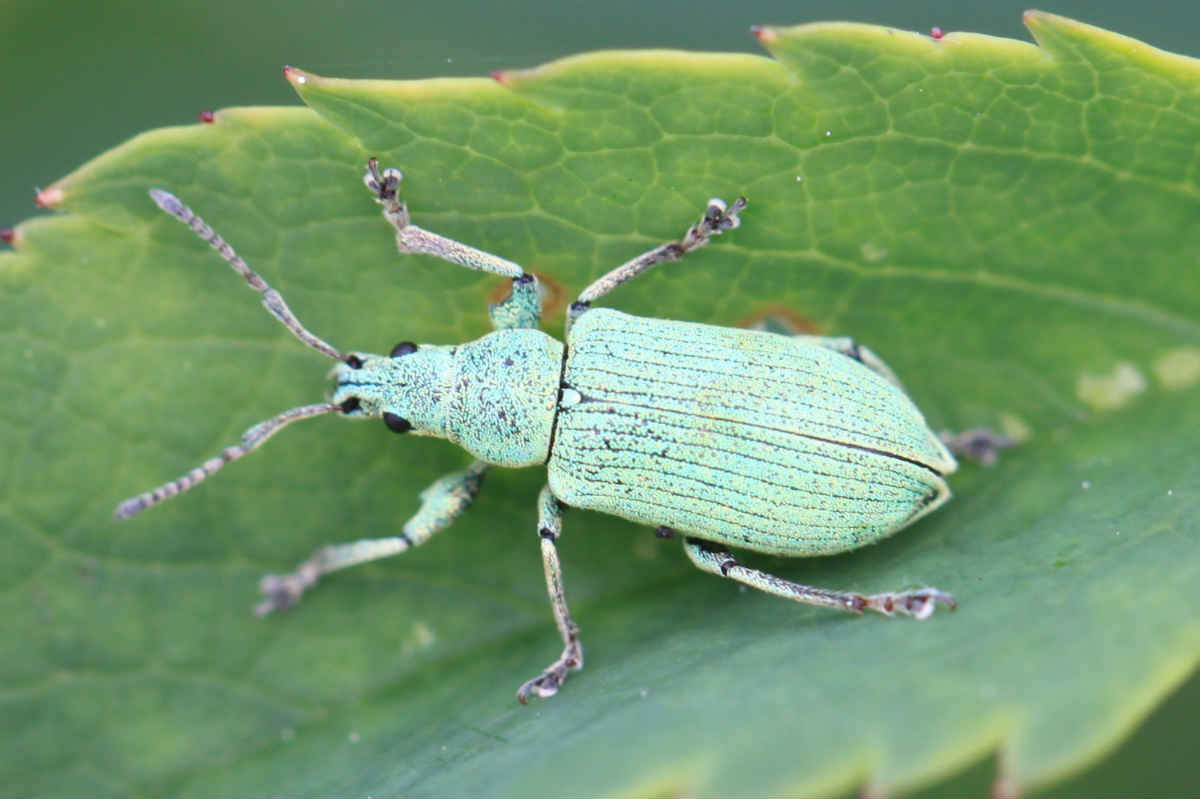
Imago na liściu

Chrząszcz o ciele długości od 4,5 do 5,8 mm, włącznie z tarczką równomiernie porośniętym metalicznie zielonymi, rzadziej niebieskawymi łukami. Ryjek ma dołki na czułki położone na górnej swej powierzchni. Na pokrywach łuski są okrągławe. Odstające szczecinki na pokrywach są jasne, rzadko rozmieszczone i nie dłuższe niż szerokość międzyrzędów. Ponadto pokrywy cechują wypukłe barki, oraz zaostrzone i nieco rozchylone wierzchołki z odgiętą, gęsto porośniętą łuskami listewką na brzegu, biegnącą na zewnątrz od ostatniego międzyrzędu. Odnóża mają zrośnięte pazurki. Barwa odnóży jest brunatnoczerwona z ciemniejszymi udami i większą częścią goleni. Zęby na udach są wyraźne, długie i ostre. U samców przednia i środkowa para odnóży mają lekko rozszerzone golenie i silniej zgrubiałe niż u samicy uda.

## Ekologia i występowanie

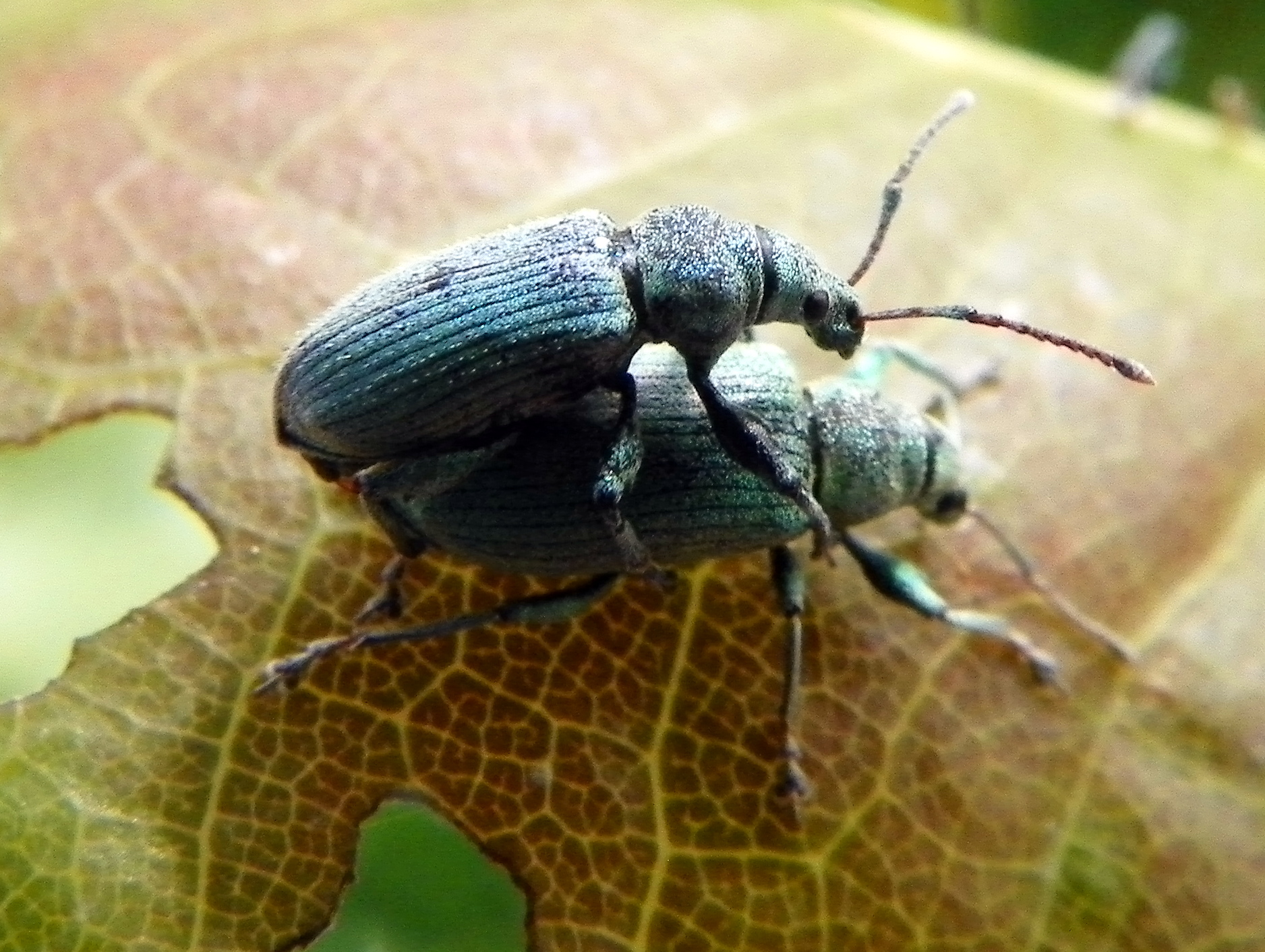
Kopulacja

Owad ten występuje od nizin po regiel dolny i połoniny w górach, zasiedlając lasy liściaste i mieszane, zadrzewienia, zarośla, łąki, doliny rzek i potoków, torfowiska, sady, ogrody i żywopłoty.  Imagines spotyka się od kwietnia do sierpnia na roślinach żywicielskich. Prowadzą aktywność dzienną. Są polifagiczne. Żerują na liściach i młodych pędach drzew, krzewów i roślin zielnych. Wydają na świat jedno pokolenie w roku. Kilkadziesiąt jaj składanych jest przez samicę do gleby. Tam też larwy przechodzą rozwój, odżywiając się korzeniami. Ostatnie stadium larwalne zimuje, po czym przepoczwarcza się w kwietniu lub maju.
Gatunek palearktyczny. W Europie stwierdzony został w Hiszpanii, Wielkiej Brytanii, Francji, Belgii, Holandii, Niemczech, Danii, Szwecji, Norwegii, Finlandii, Estonii, Łotwie, Litwie, Szwajcarii, Austrii, Włoszech, Polsce, Białorusi, Czechach, Słowacji, na Węgrzech, w Chorwacji, Bośni i Hercegowinie, Mołdawii, Bułgarii i Rosji, gdzie na północ dociera do Karelii. W Azji znany jest z Bliskiego Wschodu i Syberii. W Polsce występuje pospolicie na terenie całego kraju.